# Кологривский лес
«Кологривский лес» — государственный природный заповедник. С 2009 года носит имя своего основателя и первого директора, Максима Григорьевича Синицына, который скончался на рабочем посту. В 2020 году включен в список биосферных резерватов ЮНЕСКО.
Заповедник расположен в Костромской области. Создан 21 января 2006 года. Состоит из двух участков — Кологривского и Мантуровского. Его общая площадь 58 939,6 гектаров, площадь охранной зоны — 68 552,4 га. Заповедник располагается в северо-восточной части Русской равнины, реки заповедника являются левыми притоками Волги.
Климат территории заповедника умеренно континентальный. Средние годовые температуры воздуха от 1,5 град. тепла. Самая низкая температура из отмеченных −53ºС, максимальная +41 °C.
Заповедник образован в целях сохранения южно-таёжных природных комплексов Русской равнины — уникальных экосистем коренных темнохвойных лесов. Территория заповедника включает как сохранившиеся коренные массивы южной европейской тайги, не подвергавшихся ландшафтным изменениям (самый большой участок не нарушенного темнохвойного леса- бывший памятник природы «Кологривский лес» площадью 918 га), так и производные от них после вырубок разной давности, пожаров и ветровалов. На территории «Кологривского леса» произрастает 38 из 72 видов растений, редких и находящихся под угрозой исчезновения на территории Костромской области. Три вида занесено в Красную книгу Российской Федерации. Фауна заповедника насчитывает около 300 видов позвоночных животных. В Красную книгу Российской Федерации занесено 12 видов животных, 69 видов являются редкими и находятся под угрозой исчезновения.

## Флора и фауна
Флора заповедника включает более 40 видов деревьев и кустарников. В заповеднике обнаружено более 550 видов сосудистых растений и 111 видов лишайников, около 70 из них занесены в Красную книгу Костромской области, 8 — в Красную книгу России (венерин башмачок настоящий, надбородник безлистный, пальчатокоренники балтийский и Траунштейнера, лобария легочная, менегацция пробуравленная, нефромопсис Лаурера и лептогиум Бурнета.
Фауна заповедника включает около 15 видов рыб, 5 видов амфибий, 5 видов рептилий, 172 вида птиц, 55 видов млекопитающих (наиболее крупные — медведь, рысь, лось, кабан, волк). Из них не менее 10 занесены в Красную книгу России и около 80 (включая беспозвоночных) — в Красную книгу Костромской области. Из птиц, занесённых в Красную книгу РФ, здесь встречаются сапсан, беркут, большой подорлик, змееяд, скопа. Из редких животных встречаются европейская норка, выдра, белка летяга, несколько видов летучих мышей, росомаха.